# Dokuzelma, Şenkaya
Dokuzelma là một xã thuộc huyện Şenkaya, tỉnh Erzurum, Thổ Nhĩ Kỳ. Dân số thời điểm năm 2011 là 33 người.